# Бурилин, Андрей Иванович
Андрей Иванович Бурилин (1906 — 28.10.1950) — советский государственный и партийный деятель.

## Биография
Родился в селе Спас Калужского уезда Калужской губернии в крестьянской семье. Окончил Ленинградский коммунальный институт. В 1929, ещё будучи студентом, поступил на работу в горкомхоз. Член ВКП(б) с 1930 г.
Участник Великой Отечественной войны с 1941 г.: старший помощник начальника отдела обеспечения и планирования автоперевозок, начальник 2-го отдела штаба тыла Ленинградского фронта. Награждён орденами Красного Знамени и Отечественной войны II степени.
В 1944—1947 работал заместителем председателя Ленинградского облисполкома и председателем облплана.
С 3 октября 1947 по январь 1949 — председатель Калужского облисполкома. С января 1949 снова заместитель председателя Ленинградского облисполкома.
15 ноября 1949 арестован по «Ленинградскому делу». В материалах следствия сказано:
Обвиняется в том, что установил преступную связь с Кузнецовым, Попковым, Соловьевым и другими врагами партии, вместе с ними проводил подрывную работу, направленную на разложение партийного актива Ленинграда и отрыв ленинградской партийной организации от ЦК ВКП(б). Срывал мероприятия по восстановлению и развитию сельского хозяйства и местной промышленности Ленинградской области. Будучи выдвинут Кузнецовым на должность председателя Калужского облисполкома, в практике своей работы применял усвоенные в Ленинграде антипартийные методы. Изобличается показаниями арестованных Попкова, Соловьева, Харитонова и других своих сообщников и документами.
Расстрелян 28 октября 1950 г. Реабилитирован 14 мая 1954 года.

## Избранные труды
- Бурилин А. Жилищно-коммунальный вопрос в дореволюционной России // Проблема экономики. — 1936. — № 6. — С. 92-108.
- Бурилин А. И. Ленинградская область за 30 лет. — Л.: Лениздат, 1948.
- Ленинград в цифрах: Экономика и статистика: Справочник / отв. ред. А. И. Бурилин, Ф. А. Григорьев. — Л.: Изд-во Леноблисполкома и Ленсовета, 1936.

## Память
Упомянут на Памятной доске репрессированным руководителям Ленинградской области, установленной в фойе Областного выставочного зала «Смольный» (ул. Смольного, д. 3) в знак благодарности за огромный вклад в оборону Ленинграда, освобождение от немецко-фашистских захватчиков и послевоенное восстановление Ленинградской области.
Упомянут на Памятнике руководителям Ленинграда и Ленинградской области на Донском кладбище в Москве.

## Фото
- http://www.sakharov-center.ru/asfcd/martirolog/?t=page&id=4165
- https://web.archive.org/web/20131112041020/http://sovterror.ru/fact3079?searchqueryid=0&sign=